# Navapolack
Navapolack ali Novopolock je mesto ob Zahodni Dvini v severni Belorusiji.
Začetki mesta segajo v leto 1958, ko se je na levem bregu Dvine nedaleč od starejšega mesta Polacka (Polocka) pričela gradnja naftne rafinerije, ene največjih v Evropi in v Sovjetski zvezi. Kmalu je v bližini zraslo delavsko naselje, sprva imenovano »Polocki«. Decembra 1963 je naselje dobilo status oblasti podrejenega mesta in današnje ime.
Po zaslugi rafinerije »Naftan« in tovarne umetnih mas »Polimir« znaša proizvodnja Navapolacka slabo polovico vse proizvodnje Vitebske oblasti in okoli 7 odstotkov v celotni Belorusiji. V mestu delujeta hokejski klub Himik Navapolack, ki igra v najvišji beloruski ligi, in nogometni klub Naftan Navapolack. 